# Pixie Lott
Pixie Lott   (Londres, 12 de gener de 1991) nom artístic de Victoria Louise Lott és una cantant, compositora i actriu anglesa. El seu àlbum debut, Turn It Up, publicat el setembre del 2009, va arribar al número sis de la UK Albums Chart i va vendre més d'1,5 milions de còpies. També va generar sis dels vint millors singles consecutius a la UK Singles Chart, inclosos dos senzills número 1, "Mama Do (Uh Oh, Uh Oh)" i "Boys and Girls". El seu segon àlbum, Young Foolish Happy (2011), va generar l'èxit número 1 "All About Tonight", així com va arribar al top 10 amb els senzills "What Do You Take Me For?" i "Kiss the Stars". El tercer àlbum d'estudi homònim de Lott, publicat el 2014, tenia el senzill principal "Nasty", que va arribar al número nou de la UK Singles Chart, convertint-lo en el sisè single del Top 10 al Regne Unit.
Lott també ha actuat ocasionalment en pel·lícules, televisió i escenaris, incloent el 2016 en la producció britànica de l'obra Breakfast at Tiffany’s de Richard Greenberg.

## Primers anys
Victoria Louise Lott va néixer a la zona de Bromley a Londres el 12 de gener de 1991, sent la tercera filla de Beverley (abans Martin) i el corredor de borsa Stephen Lott. La família es va mudar pels suburbis de Londres, vivint inicialment a Petts Wood i després a Bickley. Lott va néixer diversos mesos abans, de forma prematura, i la seva mare li va donar el sobrenom de Pixie perquè era "un nadó tan petit i bonic que semblava una fada". Va començar a cantar a la seva escola de l'església, i va assistir a "l'escola dels dissabtes" Italia Conti Associates a Chislehurst quan tenia cinc anys. Va rebre una beca i va assistir a la seva escola principal, l'Acadèmia d'Arts Teatrals Italia Conti, als 11 anys. Als 13 anys, Lott es va mudar amb la seva família a Brentwood, Essex, on va anar a l'escola secundària del comtat de Brentwood. Va aparèixer en una producció del teatre a West End, Chitty Chitty Bang Bang al London Palladium i com a Louisa von Trapp a Celebrate the Sound of Music de la BBC One al 2005, amb 14 anys. Tot i perdre el temps escolar perquè estava gravant el seu àlbum, Lott diu que va rebre les millors qualificacions en els seus GCSE.

## Carrera musical

### 2008–2010:Turn It Up

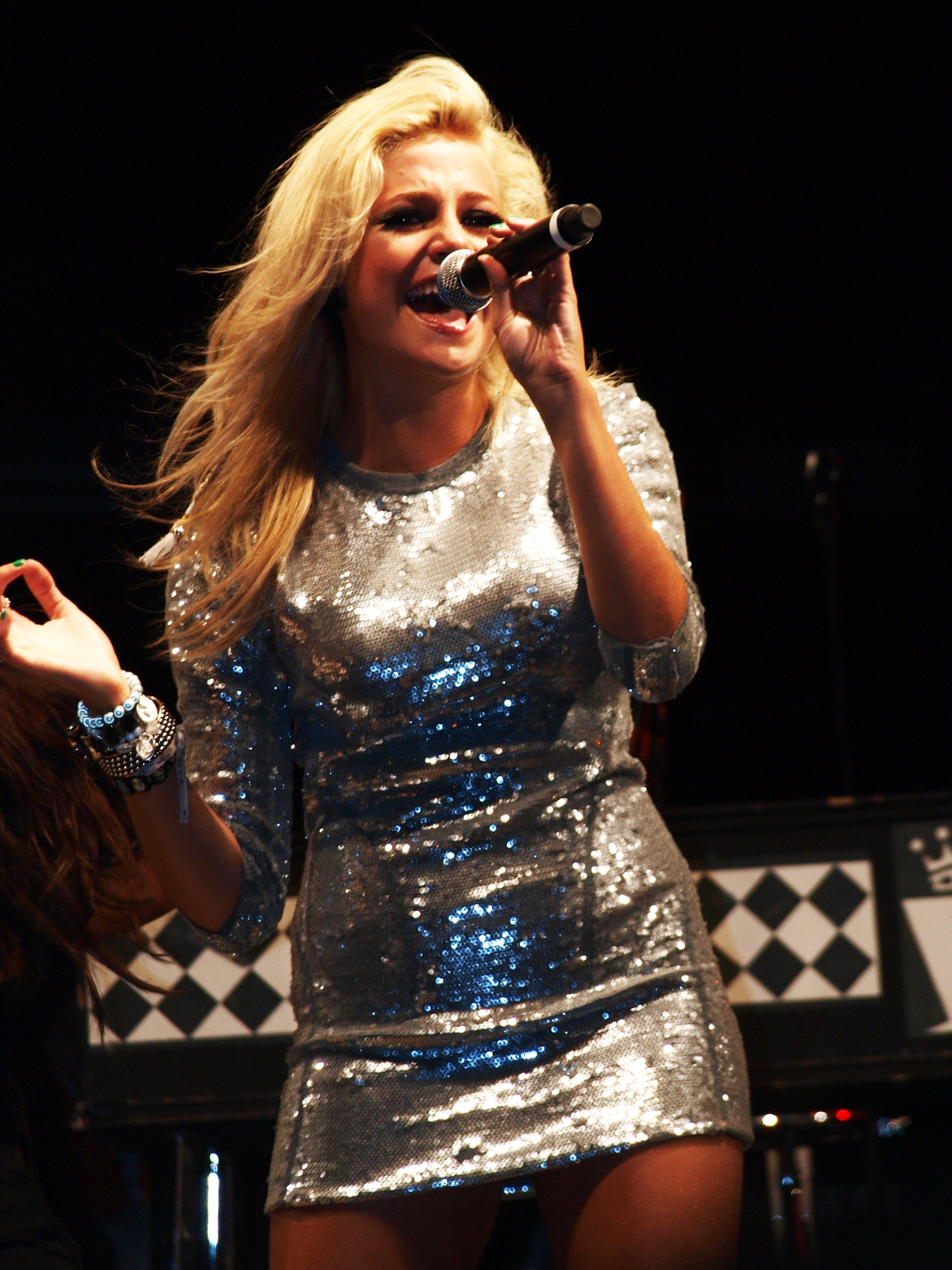
Lott actuant a la Blackpool Pleasure Beach, el 4 de setembre del 2009.

El 2006, als 15 anys, Lott va cantar per a L. A. Reid després d'escoltar algunes de les seves demostracions. Després la va fitxar al Island Def Jam Music Group. Després d'un canvi de gestors, va començar una guerra d'ofertes i Lott es va separar de l'Island Def Jam Music Group, per signar amb Mercury Records al Regne Unit i per Interscope Records als EUA signant un acord editorial, com a compositora, amb Sony/ATV Music Publishing el desembre del 2007, mentre escrivia i gravava pistes per a Turn It Up. Lott va escriure una cançó per al disc debut d'Alexandra Burke, Overcome (2009), titulada "You Broke My Heart" i una cançó pel grup Girls Can't Catch titulada "Happy Alone". També va escriure dos temes a l'àlbum debut de Lisa Lois (la guanyadora holandesa de X-Factor) Smoke (2009), els titulats "No Good For Me" i "Promises, Promises". També va escriure 'We Own the Night' amb Toby Gad per a Selena Gomez i va acabar apareixent a la pista també per a l'àlbum de Gomez When the Sun Goes Down. Lott va tocar el seu primer concert de festival al Big Top, Festival Isle of Wight 2009, durant la seva primera gira britànica completa, on va donar suport a The Saturdays en el seu The Work Tour.
El 15 d'agost de 2009, Lott va aparèixer al costat de Hoobastank, The All-American Rejects, Kasabian, Boys Like Girls, Estranged i Raygun com un dels concerts en directe del primer concert d'Àsia MTV World Stage Live a Malàisia. El segon senzill principal de Lott, "Boys and Girls", va ser llançat el 6 de setembre de 2009 i va encapçalar la llista de singles del Regne Unit el 13 de setembre. El 14 de setembre es va publicar l'àlbum debut de Lott, Turn It Up. Això va seguir després d'una intensa gira promocional on Lott va visitar la regió d'Àsia-Pacífic per promocionar l'àlbum i "Mama Do". L'àlbum va debutar al número sis de la UK Album Chart i va vendre més de 600.000 còpies al Regne Unit. L'agost de 2010, va ser certificada Double-Platinum per la indústria fonogràfica britànica. El tercer senzill de l'àlbum de Lott, "Cry Me Out", es va publicar el 23 de novembre de 2009. Va ser durant aquest temps que es va escollir a Lott com a rostre del telèfon mòbil "Illuvial Pink Collection" de Nokia i de la gamma de rellotges Baby G. de Casio.

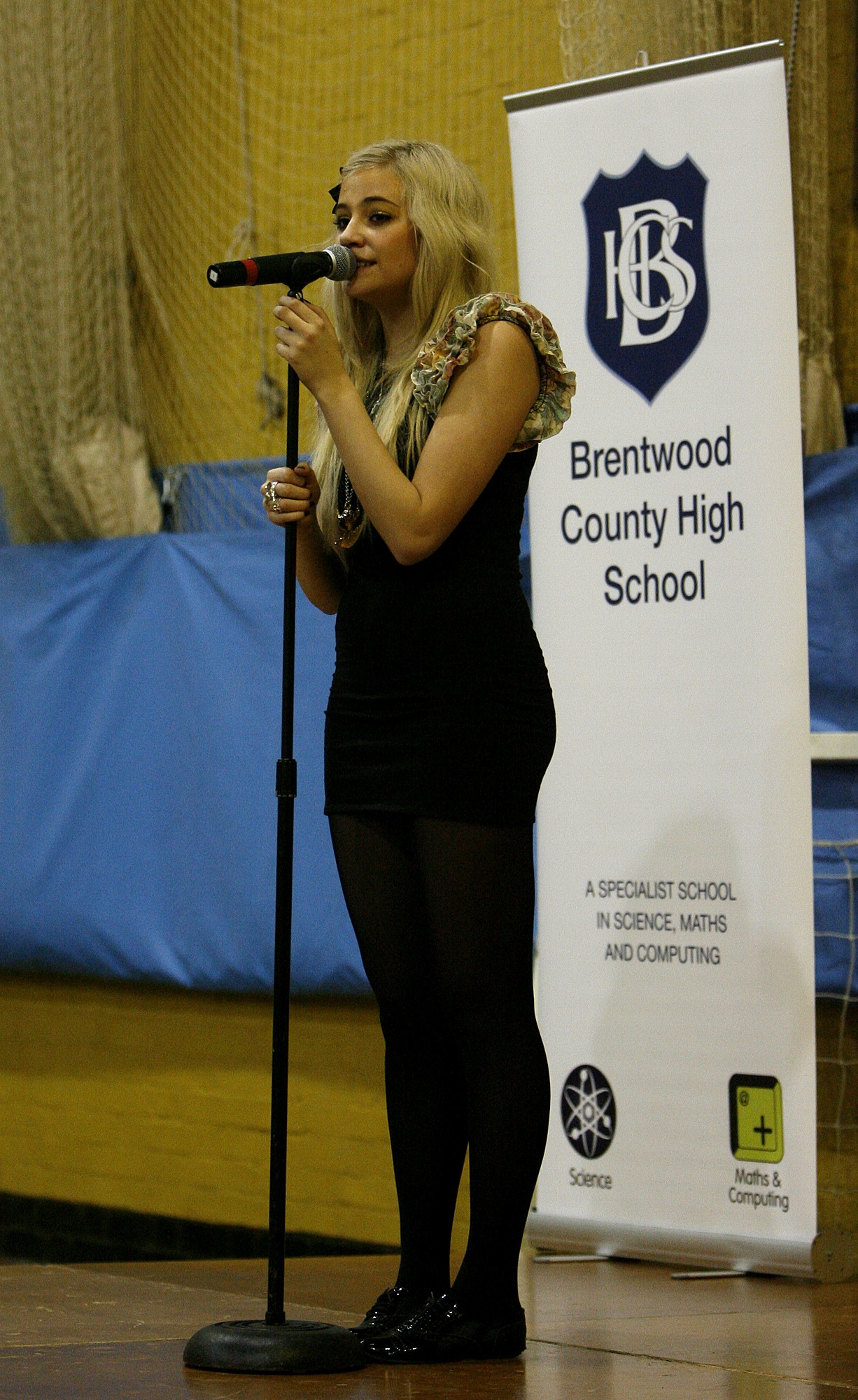
Lott actuant a la Brentwood County High School l'any 2010.

El quart senzill, "Gravity", es va llançar al Regne Unit el 8 de març de 2010. Lott va guanyar dos premis MTV EMA a la cerimònia dels MTV Europe Music Awards 2009, la millor actriu del Regne Unit i Irlanda i la millor artista Push (millor artista). Lott va ser nominada a British Breakthrough Act, British Female Solo Artist i British Single als premis BRIT del 2010. Lott també va servir com a telonera de la gira Last Girl on Earth de Rihanna al Regne Unit del 7 al 26 de maig de 2010. L'abril de 2010, Lipsy va llançar una gamma de moda co-dissenyada per Lott. La primera col·lecció de Pixie comprenia dues gammes: Pixie Festival i Pixie Party. La segona col·lecció de Lott per a Lipsy es va llançar el setembre de 2010 i consistia en una nova gamma, Pixie Rocks, i una col·lecció Pixie Party actualitzada. El juliol de 2010, Lott va aparèixer com a jutge convidat per a les audicions de la setena sèrie de The X Factor a Cardiff, que cobria a Dannii Minogue, ja que estava de baixa per maternitat. Lott també va actuar a l'escenari principal del V Festival a l'agost de 2010. El cinquè senzill de l'àlbum de Lott, la cançó principal "Turn It Up", va ser llançat el 7 de juny de 2010. Lott va gravar una cançó per a la pel·lícula Street Dance 3D, "Live For The Moment".

## Vida personal
Lott ha estat en una relació amb el model de moda Oliver Cheshire des del 2010. Es van comprometre el novembre de 2016. Es van casar a la catedral d'Ely el 6 de juny de 2022, després d'un retard a causa de la COVID-19.